# Полско кино
С понятието полско кино се описва цялата съвкупност от филми, кинофестивали, режисьори, сценаристи и актьори в Полша. Историята на полското кино е почти толкова дълга, колкото историята на кинематографията и има световни постижения.
След Втората световна война комунистическото правителство изгражда национално кино, основано на авторски права, обучава стотици нови режисьори и ги упълномощава да правят филми. Режисьори като Роман Полански, Кшищоф Кешловски, Агнешка Холанд, Анджей Вайда, Анджей Жулавски, Анджей Мунк и Йежи Сколимовски повлияват върху развитието на полското кино.

## История

### Ранна история
Първият киносалон в Полша (тогава окупирана от Руската империя) е открит в Лудж през 1899, няколко години след изобретението на кинематографа. Първоначално наречен Living Pictures Theatre, той събра изключителна популярност и в края на следващото десетилетие, киносалон има в почти всеки голям полски град. Вероятно първият полски кинорежисьор е Кажимеж Прушински, който снима безброй кратки документални филми във Варшава. Неговата плеографски филм е патентован преди изобретението на братя Люмиер и е признат като автор на най-ранния оцелял полски документален филм на име Ślizgawka w Łazienkach (Ледена пързалка в кралските бани), както и на първите късометражни филми Powrót birbanta (Завръщането на гуляя) и Przygoda dorożkarza (Приключението на файтонджията), създадени през 1902. Друг пионер в киното е Болеслав Матушевски, който става един от първите създатели на филми, който работи в компанията на Люмиер, както и официалният „кинематограф“ на руските царе през 1897.
По време на Първата световна война полското кино прекрачва граници. Филми, заснети във Варшава или Вилнюс, често са именувани с немски заглавия и прожектирани в Берлин. По този начин младата актриса Пола Негри (род. Барбара Аполония Халупец) получава слава в Германия и става една от суперзвездите на европейското нямо кино.

### След Втората световна война
През ноември 1945 комунистическото правителство основава организацията на филмопроизводството и разпространението Филм Полски (Film Polski). Започвайки с няколко железопътни вагона, пълни с филмово оборудване, взети от германците, те продължават да обучават и изграждат полска филмова индустрия. Продукцията на Филм Полски е ограничена; между 1947 и разпадането му през 1952 са пуснати само тринадесет продукции, съсредоточени върху полските страдания от страна на нацистите.
Първият филм, създаден в Полша след Втората световна война, е Zakazane piosenki (Забранени песни) от 1946 с режисьор Леонард Бучковски, който е видял от 10,8 милиона души (от общо 23,8 население). Бучковски продължава да прави филми редовно до смъртта си през 1967. Други важни филми от ранния следвоенен период са Ostatni etap (Последния етап) от 1948 с режисьор Ванда Якубовска, която продължава да прави филми до прехода от комунизъм към капитализъм през 1989, и Ulica Graniczna (Гранична улица) от 1949, режисиран от Александър Форд.
В средата на 50-те години, след края на сталинизма в Полша, филмовата продукция е организирана във филмови групи. Филмова група е колекция от режисьори, водена от опитен режисьор и състояща се от писатели, филмови режисьори и продуценти. Те пишат сценарии, създават бюджети, кандидатстват за финансиране от Министерството на културата и представят филма. Те наемат актьори и екип и използват студиа и лаборатории, контролирани от Филм Полски.
Промяната в политическия климат води до движението на Полската филмова школа, тренировъчно поле за някои от иконите на световната кинематография, например Роман Полански (Нож във водата, Бебето на Розмари, Пианистът) и Кшищоф Зануси (водещ режисьор на т.нар. кино на моралното безпокойство от 70-те години на миналия век). Филмите на Анджей Вайда предлагат проницателен анализ на универсалния елемент на полския опит – борбата за запазване на достойнство при най-трудни обстоятелства. Неговите филми определят няколко полски поколения. През 2000 Вайда е удостоен с почетен Оскар за цялостния си приннос в киното. Четири от неговите филми са номинирани за награда за най-добър чуждоезичен филм на Академията, а петима други полски режисьори получават номинация: Роман Полански, Йежи Кавалерович, Йежи Хофман, Йежи Антчак и Агнешка Холанд. През 2015 полският режисьор Павел Павликовски получава тази награда за филма си Ида.
Важно е също така да се отбележи, че през 80-те години Народна република Полша въвежда военно положение, за да победи и цензурира всички форми на опозиция срещу комунистическото управление на нацията, включително пазари като киното и радиото.
През 90-те години Кшищоф Кешловски печели всеобщо признание с продукции като Декалог (за телевизия), Двойственият живот на Вероник и трилогията Три цвята. Друг от най-известните филми в Полша е Дългът на Кшищоф Краузе, който става блокбъстър. Той показва бруталната реалност на полския капитализъм и растящата бедност. Значителен брой полски режисьори (напр. Агнешка Холанд и Януш Камински) са работили в американски студиа. Други известни полски режисьори включват: Томаш Багински, Малгожата Шумовска, Ян Якуб Колски, Йежи Кавалерович, Станислав Барея и Януш Заорски.
Сред значимите ежегодни филмови фестивали в Полша са: Варшавски филмов фестивал, Camerimage, Международен фестивал на независимото кино Off Camera, Международен филмов фестивал Нови хоризонти, както и Филмов фестивал в Гдиня и Полски филмови награди.